# 몬터레이 잭
몬터레이 잭(영어: Monterey Jack) 또는 잭 치즈(영어: Jack cheese)는 미국의 반연질 치즈이다.

## 역사
18세기에 캘리포니아주가 멕시코 영토였던 시절, 캘리포니아의  몬터레이 지역 멕시코의 프란치스코회 수도원에서 수도사들이 스페인 식 치즈를 만들었다. 1850년 캘리포니아주가 미국에 편입되어 멕시코 수사들이 떠나게 되면서, 미국인 사업가 데이비드 잭이 몬터레이에 있던 스페인 식 치즈 시설을 인수하였다. 인수 이후 생산한 치즈를 미국 전역에 상업화하는데 성공하였다. 원래 이름은 지역이름을 따서 몬터레이 치즈로 판매했으나, 제품 표시란에 생산지역인 몬테레이와 생산자 이름인 잭을 병기한 탓에 '몬테레이 잭'이라고 불리기 시작했다.

## 종류
숙성시킨 몬터레이 잭 치즈는 드라이 잭(영어: dry Jack)이라 불리며 파마산 치즈처럼 쓰인다. 콜비 치즈나 체더 치즈와 블렌딩해 콜비 잭이나 체더 잭으로 먹기도 하며, 고추와 여러 가지 허브를 넣어 만든 페퍼 잭도 있다.

## 사진 갤러리

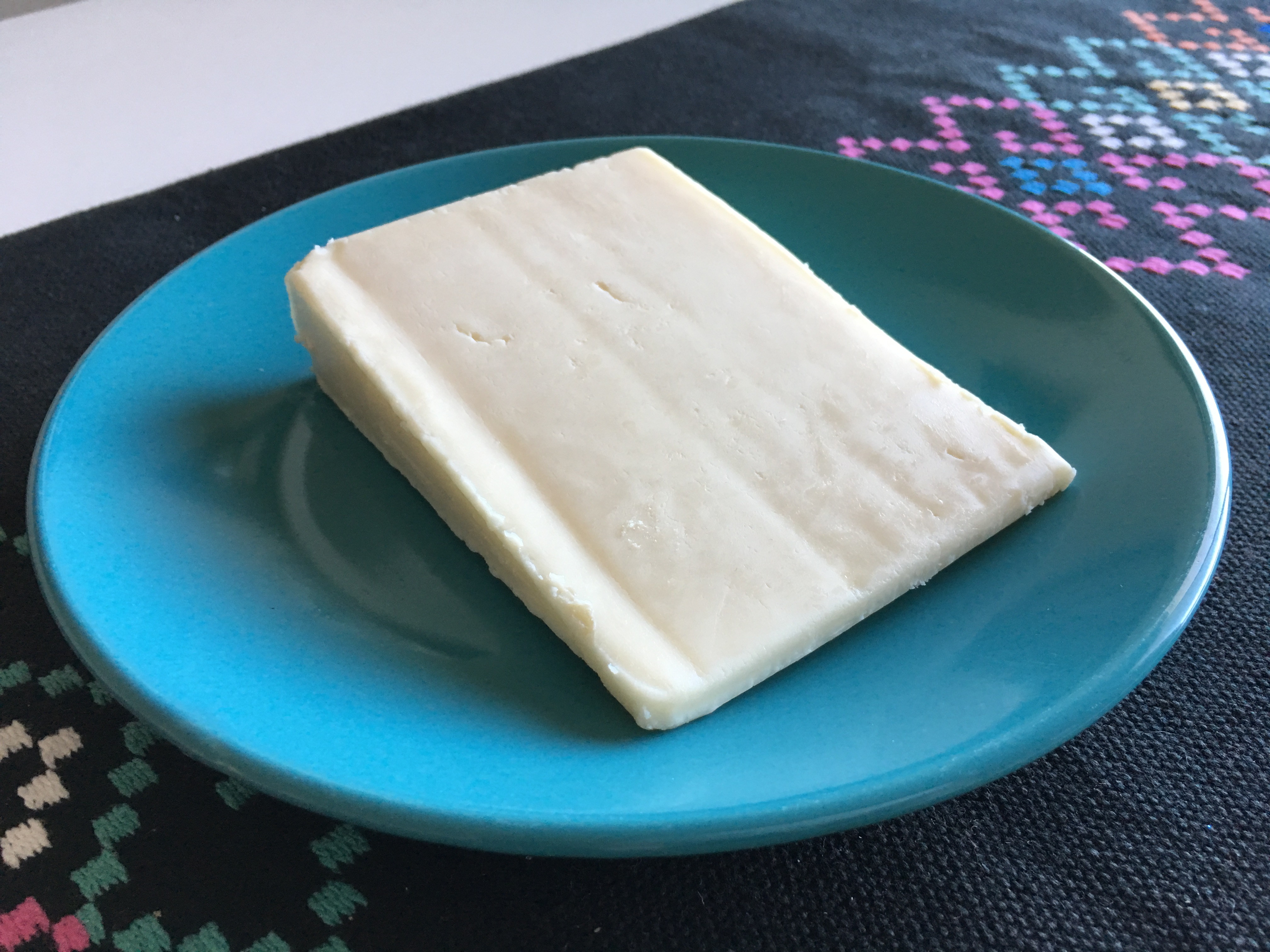
몬터레이 잭
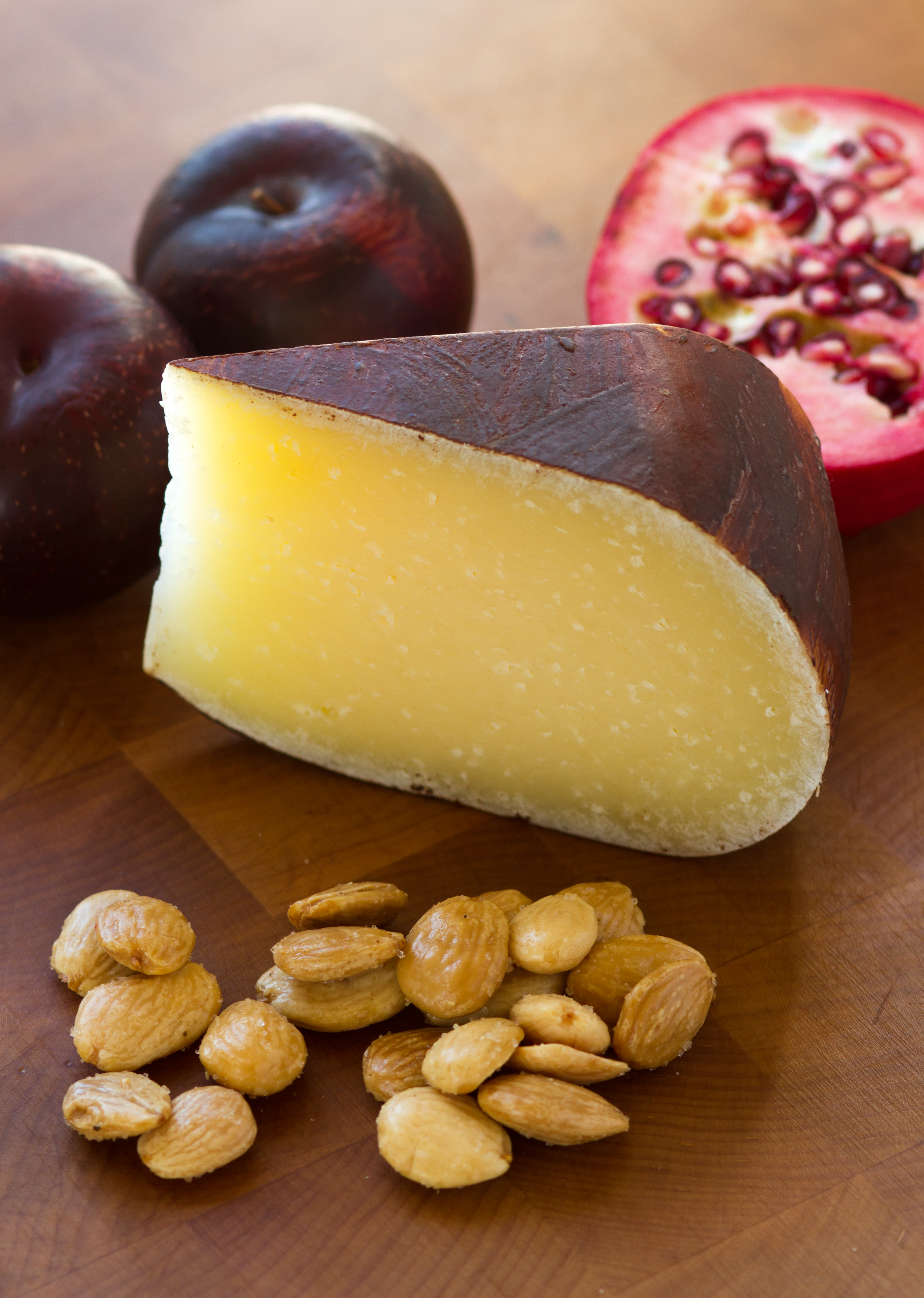
드라이 잭
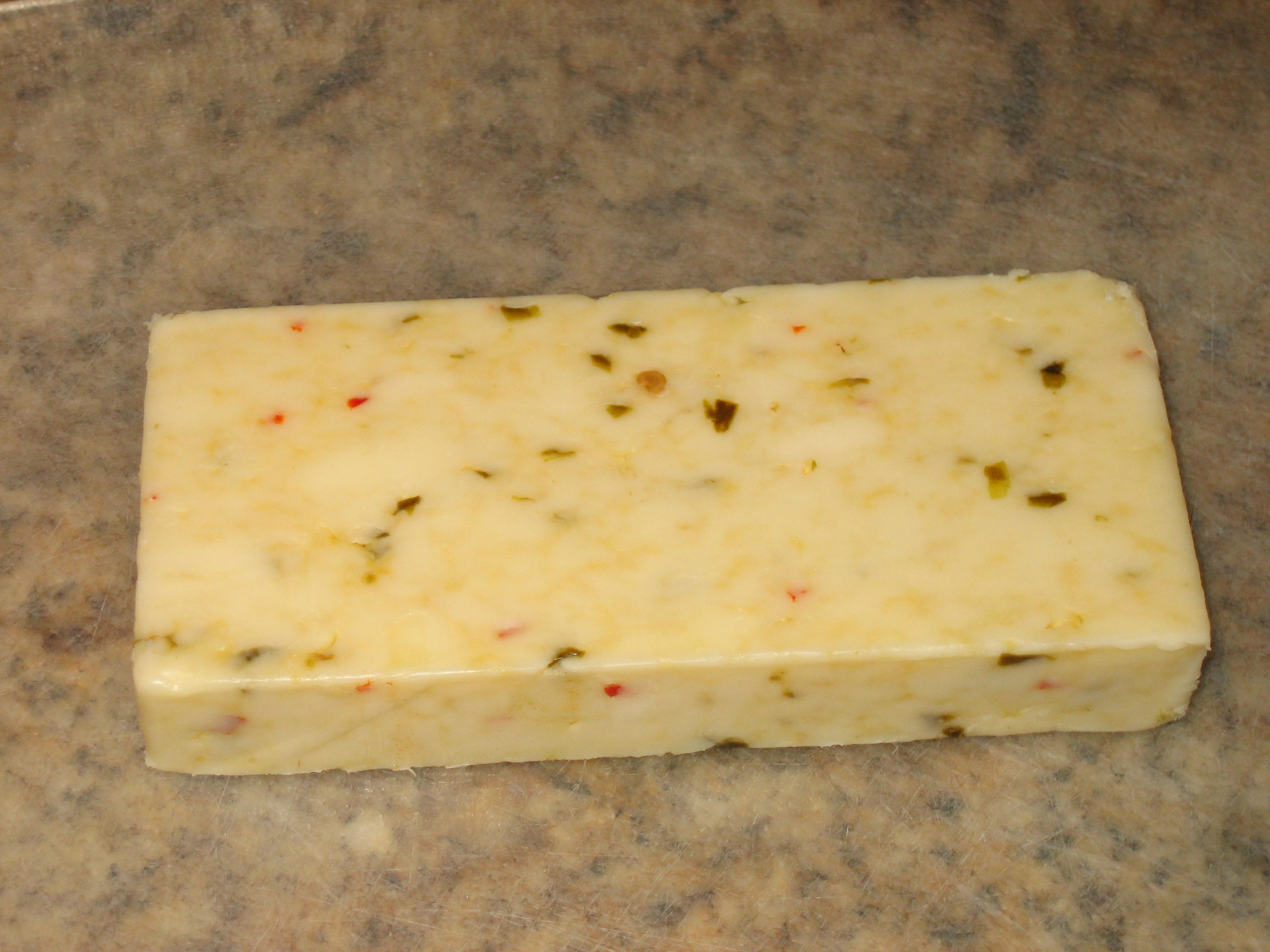
페퍼잭
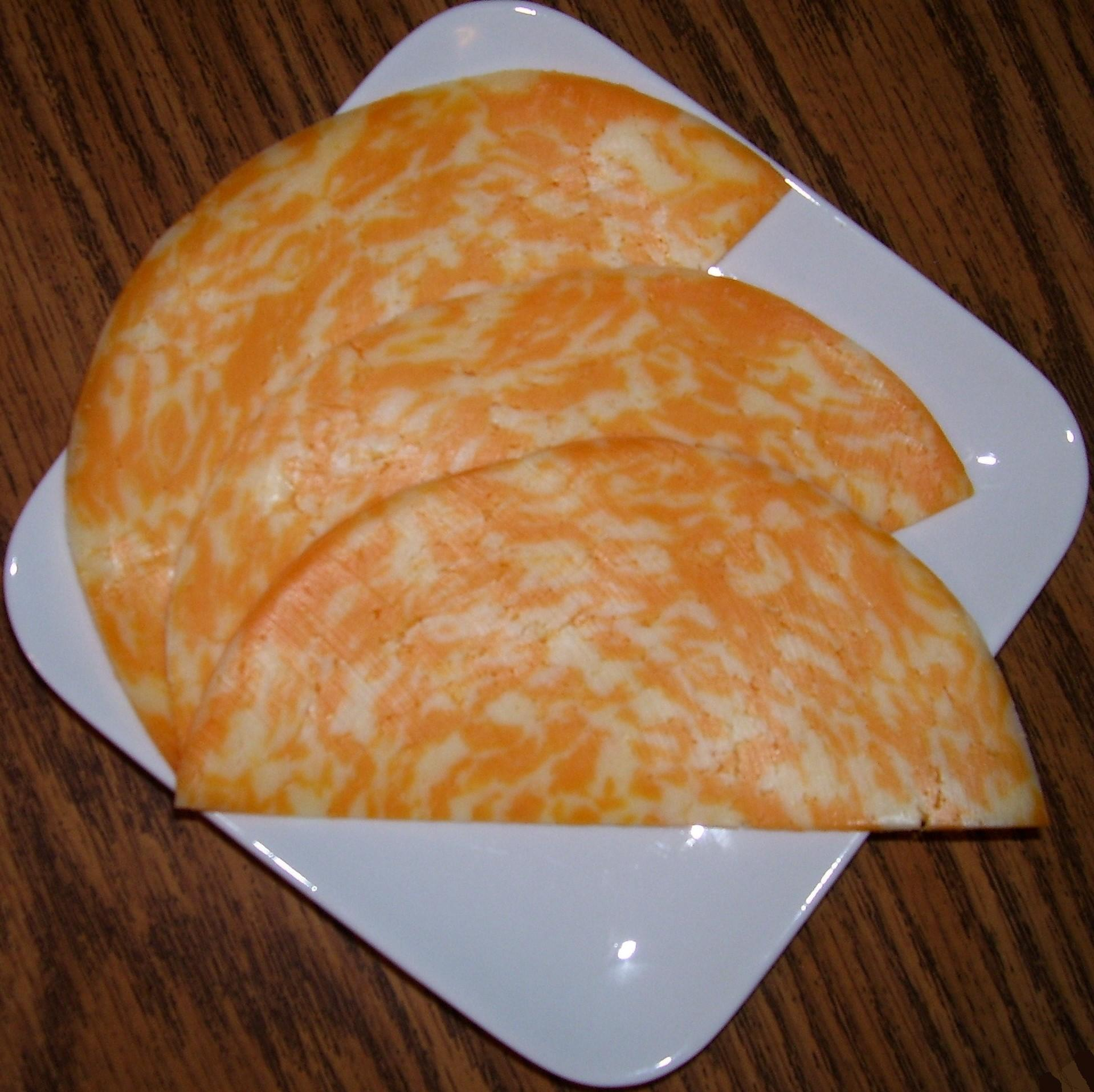
콜비 잭

## 같이 보기
- 마온 치즈